# Tai Geng
Tai Geng (太庚) (siglo XVI a. C.) fue un rey de China de la dinastía Shang.
En las Memorias históricas ocupa el sexto lugar en la lista de reyes Shang, sucediendo a su hermano mayor Xiao Xin (小辛). Fue entronizado, con Bo (亳), como su capital. Gobernó por espacio de 25 años (según los Anales de Bambú por 5 años), le fue dado el nombre póstumo de Tai Geng, y fue sucedido por su hijo, Xiao Jia (小甲).
Inscripciones sobre huesos oraculares hallados en Yinxu le colocan en quinto lugar en la lista de reyes Shang, sucediendo a su tío Wai Bing (卜丙), le dan el nombre póstumo de Da Geng (大庚), y como sucesor, a su hermano Xiao Jia.